# ダルムシュタット市電ST10形電車
ダルムシュタット市電ST10形電車（ダルムシュタットしでんST10がたでんしゃ）は、かつてドイツ（旧：西ドイツ）の都市・ダルムシュタットの路面電車（ダルムシュタット市電）で使用されていた車両。1970年代後半に導入され、2000年代まで使用された後、大半の車両は他都市への譲渡が実施された。

## 概要
ベルリン（西ベルリン）に工場を有していたワゴン・ユニオンによって、1976年から1977年にかけて8両（7601 - 7608）が製造された片運転台式の2車体連接車。カールスルーエ市電（アルブタール交通）向けに製造されたGT8-EP形を基に設計が行われ、ダルムシュタット市電向け車両で初めて車体幅が2,400 mmに拡大した。また、車体塗装も従来の車両から変更された他、座席も第二次世界大戦後導入された車両で初めて布張りとなった。

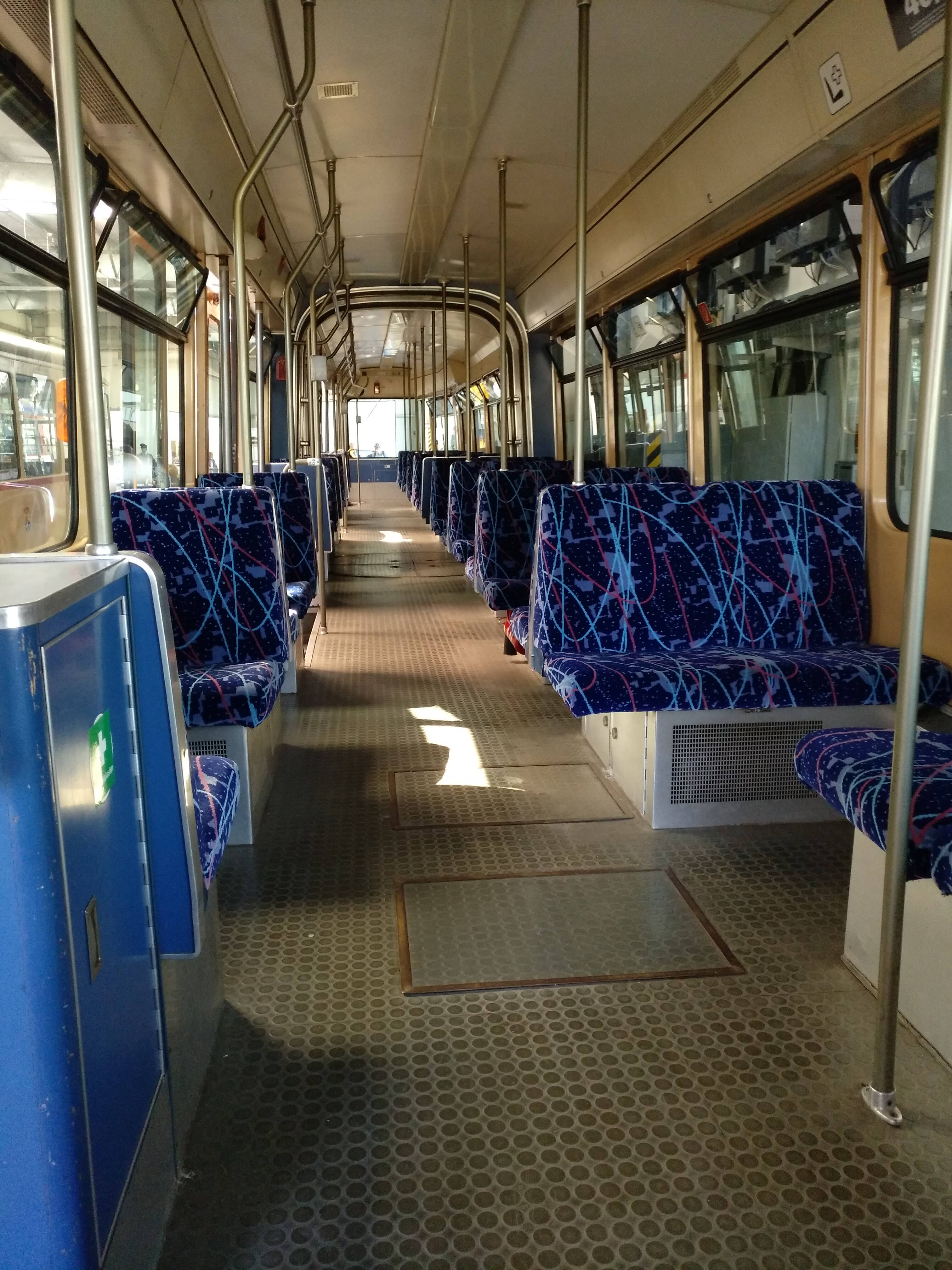
車内

1990年以降は塗装の変更が実施された他、同年代からは後方に低床付随車のSB09形を連結する運用が組まれた。後継となる超低床電車の導入によりダルムシュタット市電からは2007年までに引退し、その後は1両（7608）が保存されている一方、残りの7両については2007年・2008年の2度に分けてルーマニア・ヤシの路面電車（ヤシ市電）への譲渡が行われた。ただし、同路線で長期に渡って使用されたこれらの車両についても、老朽化や予備部品の枯渇に伴い再度の廃車が進行している。

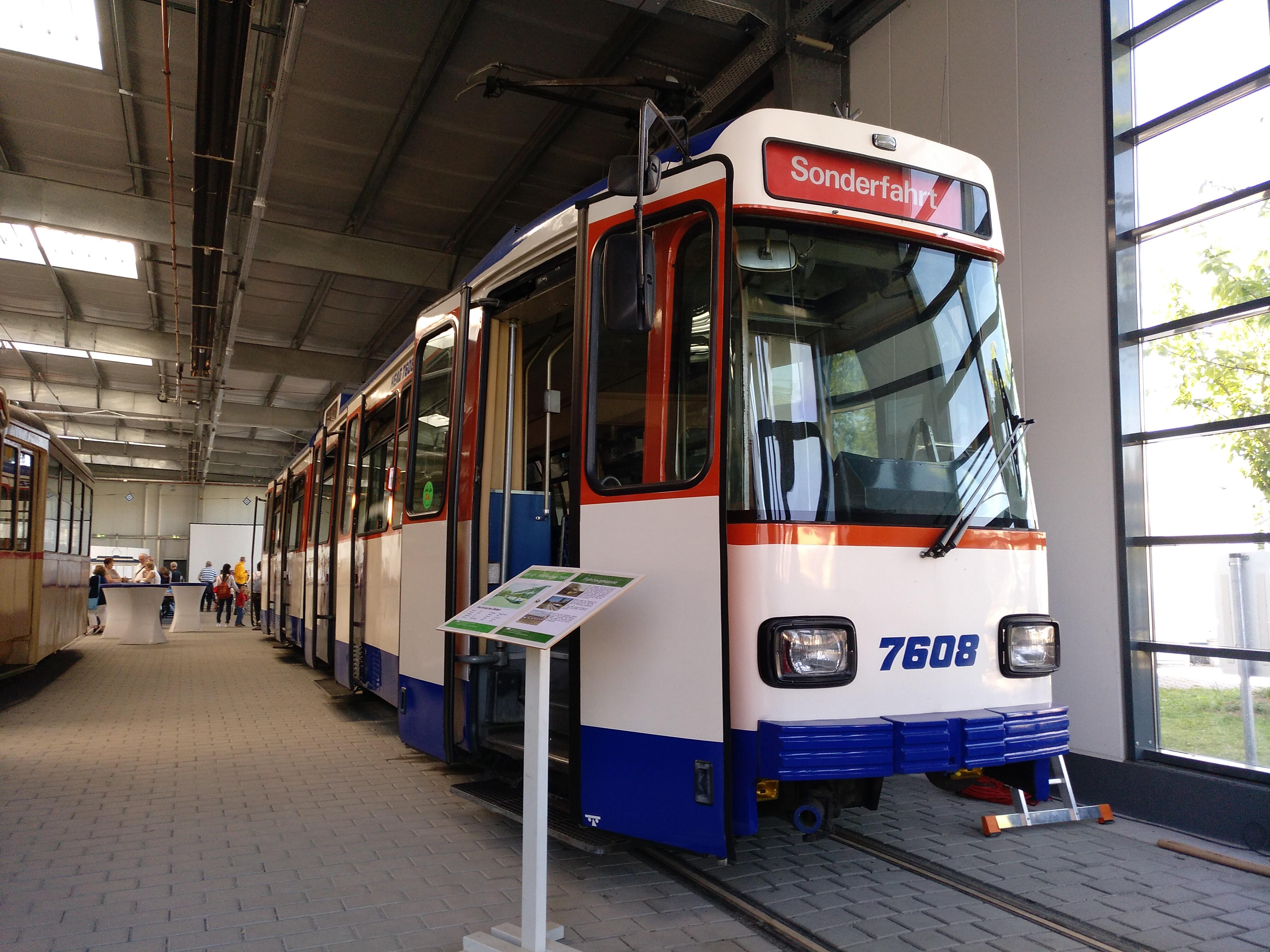
静態保存されている7608（2019年撮影）
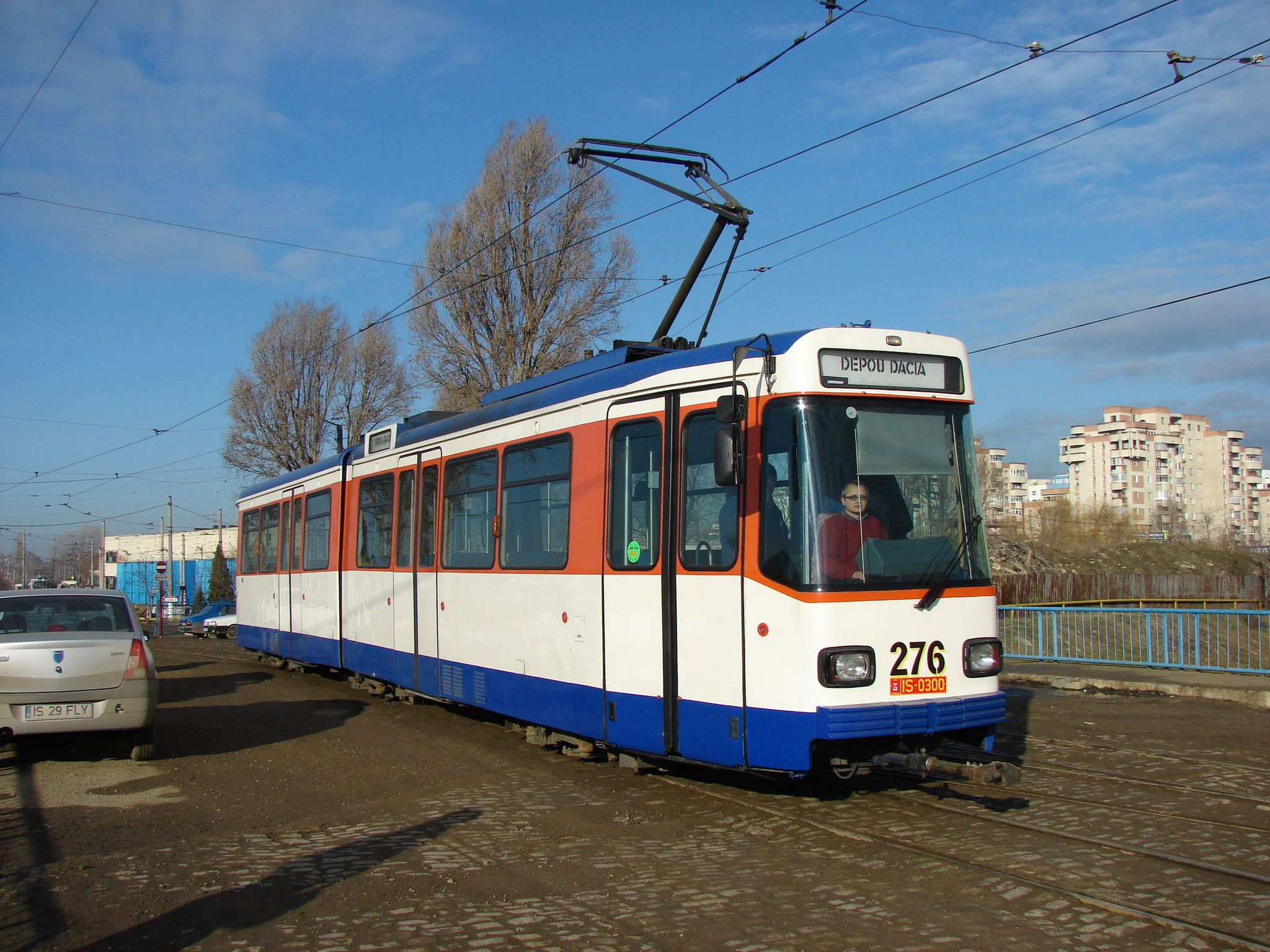
ヤシ市電へ譲渡後のST10形（2008年撮影）
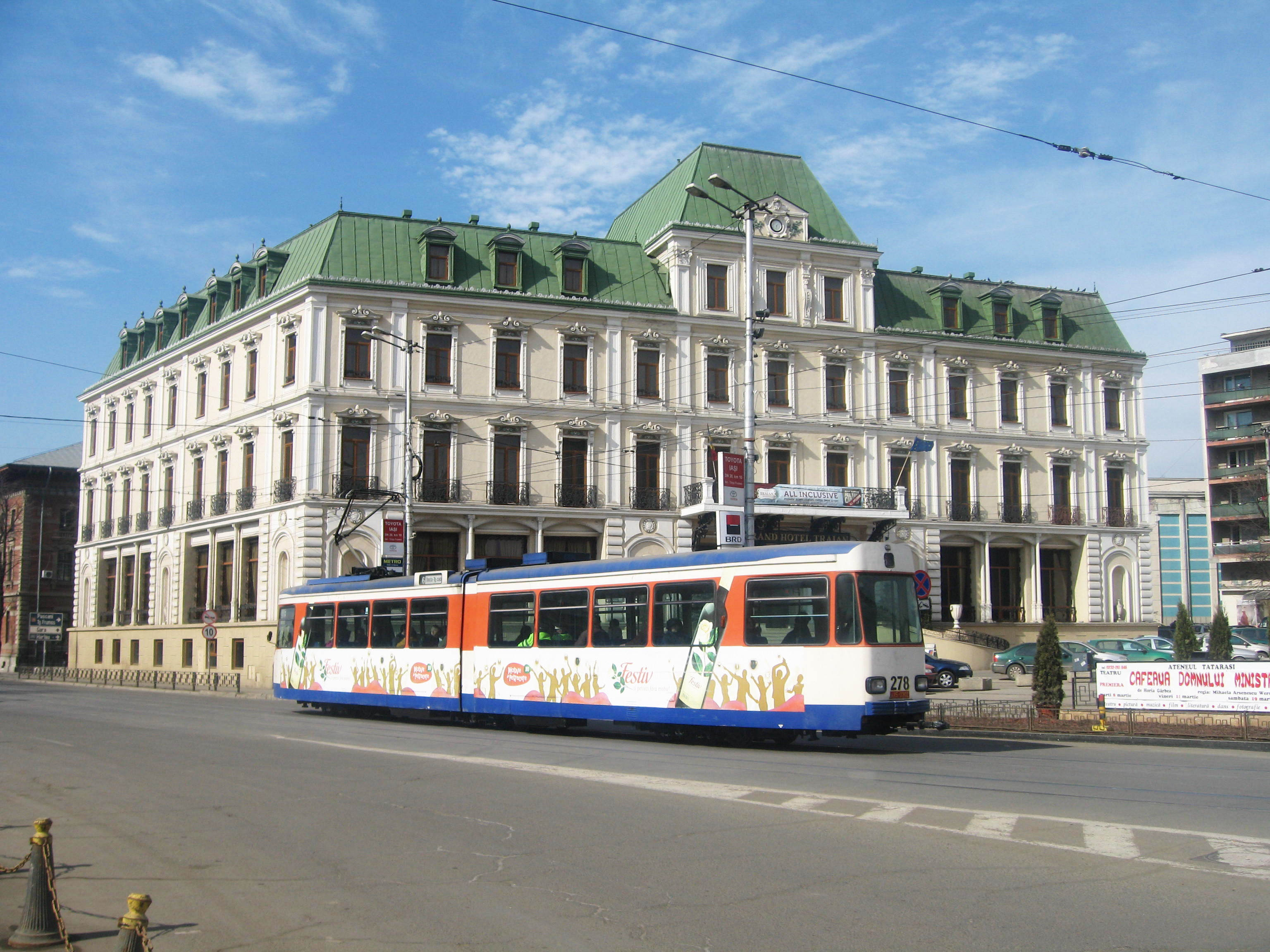
ヤシ市電へ譲渡後のST10形（後方）（2011年撮影）